# ГелреДом
«ГелреДом» (нід. GelreDome) — багатофункціональний стадіон в Арнемі, Нідерланди, домашня арена ФК «Вітессе».
Стадіон побудований та відкритий 1998 року. Арена є мультифункціональною і має розсувний дах, що дає змогу використовувати її як футбольний стадіон, так і концертний зал. Стадіон обладнаний системою клімат-контролю.
Окрім футбольних матчів на арені регулярно проводяться спортивні та культурні заходи.
У 2000 році стадіон приймав футбольні матчі у рамках Чемпіонату Європи з футболу 2000 року.